# Cultösaurus Erectus
Albums de Blue Öyster Cult
Mirrors
(1979) Fire of Unknown Origin
(1981)
Singles
1. The Marshall Plan
Sortie : juin 1980
2. Fallen Angel
Sortie : juillet 1980
3. Deadline
Sortie : octobre 1980

Cultösaurus Erectus est le septième album studio du groupe de hard rock américain Blue Öyster Cult.Il est sorti le 14 juin 1980 sur le label CBS Records, Columbia Records pour l'Amérique du Nord et a été produit par Martin Birch.

## Historique
Il marque la première collaboration du groupe avec le producteur britannique Martin Birch, connu pour ses travaux avec Deep Purple, Rainbow, Black Sabbath ou Iron Maiden. Il produira aussi l'année suivante l'album Fire of Unknown Origin pour le groupe.
Cet album sera enregistré au début de l'année 1980 dans les studios Kingdom Sound à Long Island dans l'état de New York. Après plusieurs albums au son plus pop rock, il marque le retour au son plus "heavy" de leur premiers albums. Le titre qui ouvre l'album, Black Blade, a été écrit avec la collaboration de l'écrivain britannique, Michael Moorcock qui avait déjà collaboré avec un autre groupe de rock, Hawkwind, et du bassiste John Trivers qui jouait avec Eric Bloom au sein du groupe "Lost and Found" dans les années soixante. The Marshall Plan n'est pas une référence au programme de rétablissement européen, mais est l'histoire de Johnny, un fan de rock qui veut devenir une rock star avec une allusion au fabricant d'amplificateur Marshall amplification. Dans ce titre on trouve aussi un sample de la chanson Smoke on the Water de Deep Purple (Martin Birch l'avait produite en 1972) et une intervention de Don Kirshner.
Cet album se classa à la 34e place du Billboard 200 aux États-Unis et à la 12e place des charts britanniques (meilleur classement pour un album du groupe au Royaume-Uni).
Blue Öyster Cult partira en tournée américaine pour promouvoir l'album en compagnie de Black Sabbath, la tournée serra nommée "Black and Blue Tour". Le groupe de hard rock français Shakin' Street fera aussi partie de l'affiche.
La tête de dinosaure qui illustre la pochette est tirée d'un dessin du peintre britannique Richard Clifton-Dey (en).

## Liste des titres
| 1. | Black Blade | Eric Bloom, Michael Moorcock, John Trivers | Bloom  | 6:30 |
| 2. | Monsters    | Albert Bouchard, Caryn Bouchard            | Bloom  | 5:10 |
| 3. | Divine Wind | Donald Roeser                              | Bloom  | 5:06 |
| 4. | Deadline    | Roeser                                     | Roeser | 4:28 |

| 5. | The Marshall Plan | Bloom, A. Bouchard, Joe Bouchard, Allen Lanier, Roeser | Bloom       | 5:24 |
| 6. | Hungry Boys       | A. Bouchard, C. Bouchard                               | A. Bouchard | 3:38 |
| 7. | Fallen Angel      | J. Bouchard, Helen Robbins                             | J. Bouchard | 3:12 |
| 8. | Lips in the Hills | Bloom, Roeser, Richard Meltzer                         | Bloom       |      |
| 9. | Unknow Tongue     | A. Bouchard, Roeser                                    | Bloom       | 3:58 |

## Musiciens
Blue Öyster Cult
- Eric Bloom : guitare rythmique, claviers, chant (1, 2, 3, 5, 8, 9)
- Donald "Buck Dharma" Roeser : guitare solo, basse, claviers, chant (4)
- Allen Lanier : claviers, guitare
- Joe Bouchard : basse, chant (7)
- Albert Bouchard : batterie, chant (6)

Musiciens supplémentaires
- Don Kirshner : voix (5)
- Mark Rivera : saxophone

## Charts
| Pays                          | Durée du classement | Meilleur classement | Date            |
| ----------------------------- | ------------------- | ------------------- | --------------- |
| Canada (RPM)                  | 11 semaines         | 77e                 | 16 août 1980    |
| États-Unis (Billboard 200)    | 16 semaines         | 34e                 | 23 août 1980    |
| Royaume-Uni (UK Albums Chart) | 7 semaines          | 12e                 | 13 juillet 1980 |